# ICC Champions Trophy 2009
L'ICC Champions Trophy 2009 è la sesta edizione del torneo ICC Champions Trophy. In origine doveva essere disputato in Pakistan tra il 12 settembre e il 28 settembre 2008 (seguendo la cadenza biennale della manifestazione), ma in seguito a vari problemi si è giocato in Sudafrica dal 22 settembre al 5 ottobre 2009.

## Scelta del paese ospite
Nel 2006 l'International Cricket Council assegnò il torneo del 2008 al Pakistan; tuttavia le numerose insicurezze sull'incolumità dei giocatori dovuti alla delicata situazione interna hanno portato i rappresentanti di Australia, Inghilterra, Sudafrica e Nuova Zelanda a manifestare il loro disappunto e a pavantare la possibilità di spostare il torneo. Nella seduta del 24 luglio 2008 l'ICC diede fiducia al Pakistan ma questo non bastò a calmare gli oppositori.
Il 22 agosto 2008 il Sudafrica, temendo per l'incolumità dei propri giocatori, annunciò che non avrebbe partecipato al torneo. Appena due giorni dopo in una riunione dell'ICC fu deciso che la sede del torneo sarebbe rimasta invariata ma il torneo si sarebbe disputato ad ottobre nel 2009 e non nel 2008 per dare il tempo al Pakistan di risolvere i propri problemi e quindi l'occasione di poter organizzare il torneo.
La situazione in Pakistan è addirittura peggiorata convincendo l'ICC nel gennaio del 2009 a spostare il torneo. Inizialmente il grande favorito nella nuova corsa per l'assegnazione sembrò essere lo Sri Lanka, ma il periodo in cui il torneo è stato incastrato nel calendario 2009 è particolarmente piovoso e ciò avrebbe potuto portare alla cancellazione di un gran numero di partite; quindi alla fine si è deciso di affidare il torneo al Sudafrica che in quel periodo ha un clima favorevole alla manifestazione.
La scelta si è rivelata sensata in quanto le tensioni in Pakistan sono sfociate nel grave attacco alla selezione dello Sri Lanka che si era recata a Lahore per un tour. In questo attacco ci sono stati 6 feriti tra i giocatori cingalesi e addirittura 8 morti tra staff della squadra e presenti nel luogo. Per via di questi avvenimenti il Pakistan verrà estromesso anche dall'organizzazione della coppa del mondo 2011.

## Formula
Le 8 squadre sono state divise in due gironi all'italiana con partite di sola andata. Le prime due classificate di ogni gruppo accedono alle semifinali incrociate (la prima di un gruppo con la seconda dell'altro), le vincenti disputano la finale per il titolo.
Nella fase a girone i punti sono così distribuiti:
| Risultato      | Punti   |
| -------------- | ------- |
| Vittoria       | 2 punti |
| Pareggio Nulla | 1 punto |
| Sconfitta      | 0 punti |

## Partecipanti

### Gruppo A
- Australia
- India
- Pakistan
- Indie Occidentali

### Gruppo B
- Sudafrica
- Nuova Zelanda
- Sri Lanka
- Inghilterra

## Gruppo A

### Partite
| Data              | Luogo                                     | In battuta (nel I innings)                 | Al lancio (nel I innings)            | Risultato                                                                       |
| ----------------- | ----------------------------------------- | ------------------------------------------ | ------------------------------------ | ------------------------------------------------------------------------------- |
| 23 settembre 2009 | Wanderers Stadium Johannesburg, Sudafrica | Indie Occidentali 133/all out (34.3 overs) | Pakistan 134/5 (30.3 overs)          | PAK vince di 5 wickets                                                          |
| 26 settembre 2009 | Wanderers Stadium Johannesburg, Sudafrica | Australia 275/8 (50 overs)                 | Indie Occidentali 225/9 (46.5 overs) | AUS vince di 50 runs Il 10° battitore delle WIN non poté battere per infortunio |
| 26 settembre 2009 | SuperSport Park Centurion, Sudafrica      | Pakistan 302/9 (50 overs)                  | India 248/all out (44.5 overs)       | PAK vince di 54 runs                                                            |
| 28 settembre 2009 | SuperSport Park Centurion, Sudafrica      | Australia 234/4 (42.3 overs)               | India Non disputato                  | PARTITA ANNULLATA Interrotta per pioggia e non più ripresa                      |
| 30 settembre 2009 | SuperSport Park Centurion, Sudafrica      | Pakistan 205/6 (50 overs)                  | Australia 206/8 (50 overs)           | AUS vince di 2 wickets                                                          |
| 30 settembre 2009 | Wanderers Stadium Johannesburg, Sudafrica | Indie Occidentali 129/all out (36 overs)   | India 130/3 (32.1 overs)             | IND vince di 7 wickets                                                          |

### Classifica
| Squadra           | G | V | P | N | NR | NRR    | Punti |
| ----------------- | - | - | - | - | -- | ------ | ----- |
| Australia         | 3 | 2 | 0 | 0 | 1  | +0,510 | 5     |
| Pakistan          | 3 | 2 | 1 | 0 | 0  | +0,999 | 4     |
| India             | 3 | 1 | 1 | 0 | 1  | +0,290 | 3     |
| Indie Occidentali | 3 | 0 | 3 | 0 | 0  | −1,537 | 0     |

## Gruppo B

### Partite
| Data              | Luogo                                     | In battuta (nel I innings)             | Al lancio (nel I innings)          | Risultato                                                             |
| ----------------- | ----------------------------------------- | -------------------------------------- | ---------------------------------- | --------------------------------------------------------------------- |
| 22 settembre 2009 | SuperSport Park Centurion, Sudafrica      | Sri Lanka 319/8 (50 overs)             | Sudafrica 206/7 (37.4 overs)       | SRI vince di 55 runs (Metodo D/L) Innings del RSA ridotto per pioggia |
| 24 settembre 2009 | SuperSport Park Centurion, Sudafrica      | Nuova Zelanda 214/all out (47.5 overs) | Sudafrica 217/5 (41.4 overs)       | RSA vince di 5 wickets                                                |
| 25 settembre 2009 | Wanderers Stadium Johannesburg, Sudafrica | Sri Lanka 212/all out (47.3 overs)     | Inghilterra 213/4 (45 overs)       | ENG vince di 6 wickets                                                |
| 27 settembre 2009 | Wanderers Stadium Johannesburg, Sudafrica | Nuova Zelanda 315/7 (50 overs)         | Sri Lanka 277/all out (46.4 overs) | NZL vince di 38 runs                                                  |
| 27 settembre 2009 | SuperSport Park Centurion, Sudafrica      | Inghilterra 323/8 (50 overs)           | Sudafrica 301/9 (50 overs)         | ENG vince di 22 runs                                                  |
| 29 settembre 2009 | Wanderers Stadium Johannesburg, Sudafrica | Inghilterra 146/all out (43.1 overs)   | Nuova Zelanda 147/6 (27.1 overs)   | NZL vince di 4 wickets                                                |

### Classifica
| Squadra       | G | V | P | N | NR | NRR    | Punti |
| ------------- | - | - | - | - | -- | ------ | ----- |
| Nuova Zelanda | 3 | 2 | 1 | 0 | 0  | +0,782 | 4     |
| Inghilterra   | 3 | 2 | 1 | 0 | 0  | −0,487 | 4     |
| Sri Lanka     | 3 | 1 | 2 | 0 | 0  | −0,085 | 2     |
| Sudafrica     | 3 | 1 | 2 | 0 | 0  | −0,177 | 2     |

## Eliminazione diretta
|  | Semifinali | Semifinali    | Semifinali    |               |           | Finale    | Finale | Finale |  |
|  |            |               |               |               |           |           |        |        |  |
|  | A1         | Australia     | 258/1         |               |           |           |        |        |  |
|  | A1         | Australia     | 258/1         |               |           |           |        |        |  |
|  | B2         | Inghilterra   | 257/ao        |               |           |           |        |        |  |
|  | B2         | Inghilterra   | 257/ao        |               | Australia | Australia | 206/4  |        |  |
|  |            |               |               |               | Australia | Australia | 206/4  |        |  |
|  |            |               | Nuova Zelanda | Nuova Zelanda | 200/9     |           |        |        |  |
|  | B1         | Nuova Zelanda | Nuova Zelanda | Nuova Zelanda | 200/9     | 234/5     |        |        |  |
|  | B1         | Nuova Zelanda |               |               |           |           |        |        |  |
|  | A2         | Pakistan      | 233/9         |               |           |           |        |        |  |

### Semifinali
| Data           | Luogo                                     | In battuta (nel I innings)           | Al lancio (nel I innings)        | Risultato              |
| -------------- | ----------------------------------------- | ------------------------------------ | -------------------------------- | ---------------------- |
| 2 ottobre 2009 | SuperSport Park Centurion, Sudafrica      | Inghilterra 257/all out (47.4 overs) | Australia 258/1 (41.5 overs)     | AUS vince di 9 wickets |
| 3 ottobre 2009 | Wanderers Stadium Johannesburg, Sudafrica | Pakistan 233/9 (50 overs)            | Nuova Zelanda 234/5 (47.5 overs) | NZL vince di 5 wickets |

### Finale
| Data           | Luogo                                | In battuta (nel I innings)     | Al lancio (nel I innings)    | Risultato              |
| -------------- | ------------------------------------ | ------------------------------ | ---------------------------- | ---------------------- |
| 5 ottobre 2009 | SuperSport Park Centurion, Sudafrica | Nuova Zelanda 200/9 (50 overs) | Australia 206/4 (45.2 overs) | AUS vince di 6 wickets |

## Statistiche

### Battuta
Runs
| Giocatore        | Partite | Runs | Media | HS  |
| ---------------- | ------- | ---- | ----- | --- |
| Ricky Ponting    | 5       | 288  | 72.00 | 111 |
| Shane Watson     | 5       | 265  | 88.33 | 136 |
| Graeme Smith     | 3       | 206  | 68.66 | 141 |
| Paul Collingwood | 4       | 202  | 50.50 | 82  |
| Mohammad Yousuf  | 4       | 200  | 50.00 | 87  |

### Lancio
Wickets
| Giocatore     | Partite | Wickets | Econ | BBI  |
| ------------- | ------- | ------- | ---- | ---- |
| Wayne Parnell | 3       | 11      | 7.00 | 5/57 |
| Stuart Broad  | 3       | 10      | 5.50 | 4/39 |
| Kyle Mills    | 5       | 9       | 4.27 | 3/27 |
| Saeed Ajmal   | 4       | 8       | 3.79 | 2/16 |
| Ashish Nehra  | 3       | 8       | 4.76 | 4/55 |